# Campionati svedesi di ski cross 2010
I Campionati svedesi di ski cross 2010 si sono svolti ad Åre il 27 marzo. Il programma ha incluso sia la gara femminile che la gara maschile. 
Trattandosi di competizioni valide anche ai fini del punteggio FIS, vi hanno partecipato anche sciatori di altre federazioni, senza che questo consentisse loro di concorrere al titolo nazionale svedese.

## Risultati

### Uomini
| Pos. | Atleta           | Nazione |
| ---- | ---------------- | ------- |
| 1    | Michael Forslund | Svezia  |
| 2    | Tommy Eliasson   | Svezia  |
| 3    | Lars Lewen       | Svezia  |
| 4    | Oscar Trygg      | Svezia  |

### Donne
| Pos. | Atleta           | Nazione |
| ---- | ---------------- | ------- |
| 1    | Anna Holmlund    | Svezia  |
| 2    | Sandra Jacobsson | Svezia  |
| 3    | Helena Berge     | Svezia  |
| 4    | Vilda Forsen     | Svezia  |